# یادگار (قوچان)
یادگار (قوچان)، روستایی از توابع بخش باجگیران شهرستان قوچان در استان خراسان رضوی ایران است.

## جمعیت
این روستا در دهستان دولتخانه قرار دارد و براساس سرشماری مرکز آمار ایران در سال ۱۳۸۵، جمعیت آن ۴۴۰ نفر (۱۲۵خانوار) بوده‌است.